# Forevermore
〈Forevermore〉是日裔美籍創作歌手宇多田光的數碼單曲，於2017年7月28日由史詩唱片日本發行，為宇多田轉換唱片公司後的第二支單曲。歌曲由宇多田本人創作、製作與編曲，並與西門·海爾共同負責弦樂編排。這是一首J-Pop、節奏藍調與爵士樂歌曲，特徵為透過三連音和十六分音符節奏的交替以改變印象，歌詞主題設為「愛情永恆不死的力量」。
歌曲發行後獲得音樂評論家的好評，包括認為聽起來永不過時，以及讚賞歌詞令人回味。〈Forevermore〉發行後最高登上日本《告示牌》百強單曲榜第6位，並成為當週下載量最高的歌曲，其後亦獲日本唱片協會認證單曲下載為金唱片。
〈Forevermore〉的音樂影片與MUSIC ON! TV聯合製作推出，由新銳製作人傑米-詹姆斯·梅迪納執導拍攝，全編以編舞家高瀬譜希子所編製的現代舞組成。宇多田其後在2018年舉行的巡迴演唱會「Hikaru Utada Laughter in the Dark Tour 2018」上首次現場演唱歌曲。

## 背景與發行
〈Forevermore〉是宇多田光為TBS電視台日曜劇場電視劇《對不起，我愛你》創作的主題曲。這是她自2008年富士電視台週一晚間九點連續劇的《純愛》後，相隔九年以來再有歌曲獲選用為民營電視台電視劇的主題曲。
電視劇製作人清水真由美曾對怎樣的主題曲才能進一步拓寬劇集世界觀感到煩惱，在得知宇多田答應邀約後僅向對方提出一項要求：「（成為）2010年代的代表情歌」。宇多田其後在Twitter表示受到電視劇的情節啟發而寫下主題曲。
2017年6月26日，官方宣佈宇多田轉投史詩唱片後第二首歌曲〈Forevermore〉的發行消息。7月10日，歌曲的單曲封面公開，照片由歌曲的音樂影片導演傑米-詹姆斯·梅迪納於倫敦拍攝。單曲於2017年7月28日以線上下載形式發行，與前作〈藍天中擁抱〉的發行僅相距約兩週，其後亦在2019年1月18日隨著專輯《初戀》上架串流媒體。

## 音樂與歌詞
〈Forevermore〉是一首J-Pop、節奏藍調，以及爵士樂歌曲。歌曲全長3分47秒，以降B小調創作，BPM為180。歌曲由宇多田本人創作、製作與編曲，並與西門·海爾共同負責弦樂編排。歌曲沿用前作〈藍天中擁抱〉的多個樂手與技術人員班底，包括克里斯·戴夫、史蒂夫·菲茨莫里斯與小森雅仁等。
〈Forevermore〉以具戲劇感的弦樂開場，其後很快變為爵士樂風格，MuuMuse的布拉德利·斯特恩（Bradley Stern）形容令人回想起宇多田於《Utada Hikaru SINGLE COLLECTION VOL.2》（2010年）翻唱的〈Hymne a l'amour ～愛的禮讚～〉風格。歌曲透過三連音和十六分音符節奏的交替以改變印象，並在中段加入了具爵士感的鋼琴聲。歌曲的歌詞主題為「愛情永恆不死的力量」，宇多田則形容雖然歌曲悲傷，但卻有著仿如宣言某件事情般的強大力量。

## 反響
〈Forevermore〉發行後獲得音樂評論家的好評。AXS的盧卡斯·比利亞（Lucas Villa）讚賞宇多田在〈Forevermore〉中維持發亮，並稱歌曲聽起來永不過時以及激動人心。《明周》的編輯在評論專輯《初戀》時讚賞歌曲加入了跳脫的節拍，華麗而且步伐輕快，展現出她的生命力。《Real Sound》的內田正樹讚賞歌曲的歌詞有著強大力量，讓他對宇多田現時的填詞能力感到驚人。MuuMuse的布拉德利·斯特恩（Bradley Stern）亦有近似評價，讚賞歌曲有如宇多田以往的作品一樣，令人回味的歌詞是整體製作最出色的部分。
歌曲發行首日隨即空降iTunes Store與RecoChoku等日本國內10個主要下載網站榜首，並與早前發行的歌曲〈藍天中擁抱〉一同打進多個下載榜單前10位。歌曲同時打進台灣iTunes下載總榜冠軍，以及香港、新加坡、泰國與菲律賓等九個國家及地區iTunes的J-Pop榜單冠軍。歌曲首週僅以三天的下載銷空降iTunes榜亞軍，僅次於榜首登坂廣臣的〈WASTED LOVE〉。歌曲其後在次週登上iTunes榜冠軍位置，並成為日本《告示牌》統計的當週下載冠軍。〈Forevermore〉亦最高登上百強單曲榜第6位、電台歌曲榜第9位，以及美國《告示牌》世界單曲暢銷榜第20位。歌曲於9月獲日本唱片協會認證單曲下載為金唱片，代表下載量達到10萬次，其後於年底登上日本《告示牌》歌曲下載年榜第26位。

## 宣傳與表演
官方在2017年6月26日宣佈〈Forevermore〉發行消息公布後隨即開始於東京銀座的Sony Store提供電視版長度的歌曲高清音訊版本，與前作〈藍天中擁抱〉的廣告版長度的歌曲高清音訊版本一同於發行前搶先提供試聽。其後歌曲亦安排於指定日子在其他地區的Sony Store提供試聽服務，並於8月4日在全國大部分地區電器店的隨身聽角落、索尼展示間與Sony Store提供完整版的歌曲高清音訊版本試聽。宇多田亦分別登上6月28日出版的《VOGUE JAPAN》8月號以及7月29日出版的《ROCKIN'ON JAPAN》9月號宣傳。官方也繼前作〈藍天中擁抱〉一樣推出歌曲的歌詞網，並從同時於歌詞網投稿兼追蹤官方的工作人員Twitter帳號的歌迷中，隨機抽出10人贈送歌曲的T恤。歌詞網其後在同年8月獲得「Awwwards」的獎項提名。
2018年，宇多田於11月至12月舉辦的巡迴演唱會「Hikaru Utada Laughter in the Dark Tour 2018」上首次現場演唱〈Forevermore〉。

## 音樂影片
2017年7月1日，官方宣佈〈Forevermore〉的音樂影片將與MUSIC ON! TV聯合製作推出。當日邁進開局20週年的M-ON!宣佈歌曲音樂影片會作為「M-ON! 20th Anniversary MUSIC VIDEO作品」而製作。同時，緊貼追蹤影片拍攝現場的製作花絮亦作為計劃之一於同年8月下旬播放。
影片於歌曲發行同日公開，導演為參與過薩姆法的〈(No One Knows Me) Like The Piano〉音樂影片製作等作品的新銳製作人傑米-詹姆斯·梅迪納。影片內容結合了現代舞來表現出宇多田光所傳達的生命力。宇多田以往曾在〈traveling〉、〈Passion〉、〈Keep Tryin'〉與〈Goodbye Happiness〉等的音樂影片表現舞姿，而這次則是她首次挑戰全編皆以舞蹈組成的影片。負責編舞的是曾在原子和平樂隊〈Ingenue〉音樂影片中與電台司令的湯姆·約克共舞而造成世界話題的編舞家高瀬譜希子。
影片完整版於8月16日在iTunes Store等網上平台發行，而製作花絮的剪輯版亦在同日於GyaO公開。花絮完整版「M-ON! 20th Anniversary MUSIC VIDEO作品」於8月26日公開，其後與音樂影片一同收錄在2019年6月發行的演唱會影像商品《Hikaru Utada Laughter in the Dark Tour 2018》的附贈DVD，而音樂影片其後亦收錄在2024年12月發行的演唱會影像商品《HIKARU UTADA SCIENCE FICTION TOUR 2024》限定版附贈的藍光影碟。

## 歌曲列表
| 線上下載 串流媒體 | 線上下載 串流媒體 | 線上下載 串流媒體 |
| 曲序              | 曲目              | 时长              |
| ----------------- | ----------------- | ----------------- |
| 1.                | Forevermore       | 4:55              |

## 製作名單
資料來自《初戀》的專輯注釋
錄音室
- RAK Studios（英语：RAK Studios）（倫敦）– 錄製
- AIR Studios（倫敦）– 錄製
- ABS Recording（東京）– 聲樂錄製

參與人員
- 宇多田光 – 詞曲創作、製作、全聲樂與編程、弦樂編排
- 小森雅仁（日语：小森雅仁） – 聲樂錄製
- 達倫·海利斯（Darren Heelis） – 附加錄製工程、附加鼓編程
- 史蒂夫·菲茨莫里斯（英语：Steve Fitzmaurice） – 錄製、附加鼓編程
- 克里斯·戴夫（英语：Chris Dave） – 鼓樂
- 喬迪·米利納（Jodi Milliner） – 電貝斯
- 班·帕克（Ben Parker） – 電結他
- 西門·海爾 – 沃利策（英语：Wurlitzer electric piano）、羅茲（英语：Rhodes piano）與指揮、弦樂編排
- 佩里·蒙塔格-梅森（Perry Montague-Mason） – 弦樂首席

## 榜單排名
| 榜單（2017年）                   | 最高 位置 |
| -------------------------------- | --------- |
| 日本（《告示牌》百強單曲榜）     | 6         |
| 日本（《告示牌》電台歌曲榜）     | 9         |
| 日本（《告示牌》歌曲下載排行榜） | 20        |
| 美國（《告示牌》世界單曲暢銷榜） | 20        |

| 榜單（2017年）                   | 位置 |
| -------------------------------- | ---- |
| 日本（《告示牌》歌曲下載排行榜） | 26   |

## 認證
| 地區                 | 认证 | 认证单位/销量        |
| -------------------- | ---- | -------------------- |
| 日本（日本唱片協會） | 金   | 100,000（單曲下載）* |
| *僅含認證的實際銷量  |      |                      |

## 資料來源
1. 1 2 3  . 音楽ナタリー. 2017-06-26  [2017-07-20]. （原始内容存档于2017-07-28） （日语）.
2. 1 2  . Entame Plex. 2017-06-26  [2018-07-20]. （原始内容存档于2021-10-28） （日语）.
3. ↑  . 於Twitter. 2017-07-08 [2022-02-06] （日語）.
4. ↑  . 音楽ナタリー. 2017-06-26  [2017-07-20] （日语）.
5. ↑  . Spincoaster. 2019-01-18  [2022-02-02]. （原始内容存档于2019-11-20） （日语）.
6. 1 2  . Apple Music (Hong Kong). 2017-07-28  [2024-02-28] （中文（香港））.
7. 1 2  pohiko. . Real Sound: 3. 2018-11-24  [2023-02-02]. （原始内容存档于2019-07-29） （日语）.
8. ↑  . ABS-CBN. 2018-07-04  [2019-05-11]. （原始内容存档于2018-08-16） （英语）.
9. ↑  . Tunebat.   [2022-05-27] （英语）.
10. 1 2 3   (專輯內頁). 宇多田光. 史詩／索尼. 2018-06-27.
11. ↑  . uDiscoverMusic. 2017-12-09  [2021-11-20] （日语）.
12. 1 2  Stern, Bradley. . MuuMuse. 2017-08-07  [2019-05-11]. （原始内容存档于2024-11-05） （英语）.
13. 1 2  Villa, Lucas. . AXS. 2017-07-30  [2022-06-17]. （原始内容存档于2019-05-14） （英语）.
14. ↑  . Music Voice: 2. 2018-06-27  [2019-05-17] （日语）.
15. ↑  . 明周. 2018-07-13  [2019-05-17] （中文（香港））.
16. ↑  內田, 正樹. . Real Sound. 2018-06-27  [2019-05-17] （日语）.
17. 1 2  . Rockin'On. 2017-07-31  [2018-04-28] （日语）.
18. ↑  . . 2017-08-04  [2018-04-28]. （原始内容存档于2018-04-28） （日语）.
19. ↑  . . 2017-08-10  [2018-04-28]. （原始内容存档于2018-04-28） （日语）.
20. 1 2 3  . Musicman. 2017-08-09  [2025-02-20] （日语）.
21. 1 2  . Billboard Japan. 2017-08-09  [2022-08-10]. （原始内容存档于2017-08-10） （日语）.
22. 1 2  . Billboard. 2017-08-19  [2020-02-03]. （原始内容存档于2021-12-27） （英语）.
23. ↑  . Musicman. 2017-10-20  [2018-04-28]. （原始内容存档于2018-04-28） （日语）.
24. 1 2  . Billboard Japan.   [2021-06-24]. （原始内容存档于2021-10-22） （日语）.
25. 1 2 3  . MUSIC ON! TV（日语：MUSIC ON! TV）. 2017-06-26  [2019-05-11]. （原始内容存档于2020-09-28） （日语）.
26. ↑  . Mora. 2017-07-31  [2019-05-11] （日语）.
27. ↑  . Awwwards. 2017-08-19  [2022-04-14] （英语）.
28. ↑  . ミーティア. 2018-12-14  [2019-05-11]. （原始内容存档于2018-12-17） （日语）.
29. 1 2 3  . 音楽ナタリー. 2017-07-01  [2017-07-20]. （原始内容存档于2017-07-28） （日语）.
30. 1 2 3 4 5  . moshi moshi. 2017-07-28  [2018-04-28]. （原始内容存档于2018-06-24） （日语）.
31. 1 2  . Barks. 2017-08-16  [2017-09-20] （日语）.
32. ↑  . moshi moshi. 2019-04-18  [2019-05-11]. （原始内容存档于2021-06-22） （日语）.
33. ↑  . タワーレコード. 2024-09-03  [2024-11-05]. （原始内容存档于2025-01-26） （日语）.
34. ↑  . Billboard Japan. 2017-08-09  [2017-08-19]. （原始内容存档于2022-09-30） （日语）.
35. ↑  . Billboard Japan. 2017-10-04  [2021-08-10]. （原始内容存档于2024-02-16） （日语）.
36. ↑  . Real Sound. 2017-10-04  [2021-12-13]. （原始内容存档于2022-10-03） （日语）.
37. ↑  . Recording Industry Association of Japan.   [2022-02-20] （日语）. 在下拉菜单选择“2017年9月”

## 外部連結
- 宇多田光〈Forevermore〉歌詞網（页面存档备份，存于）（日語）